# Aordo
Aordo (em latim: Aordus) foi um nobre bárbaro do século VI, ativo no Império Bizantino durante o reinado do imperador Justiniano (r. 527–565). Residente em Tule, era membro de uma linhagem real hérula e tinha um irmão chamado Dácio. Em 549, foi morto junto com vários outros nobres hérulos em um confronto com as tropas bizantinas.